# Kyaukpyu
Kyaukpyu (també Kyaukphyu) és una ciutat de l'estat Rakhine (Arakan) a Birmània (Myanmar) situada a la costa nord-oest de l'illa de Ramree a la badia de Combermere. És capital del districte de Kyaukpyu i del township de Kyaukpyu. La ciutat es troba en el grandiós port natural de Kyaukpyu que mesura uns 50 km. Amb cooperació xinesa s'ha construït un port per petroliers que porten el petroli des de l'Àfrica i l'Orient Mitjà a la Xina; a la ciutat s'iniciarà un oleoducte de 1100 km fins a Kunming a la província xinesa de Yunnan. La població estimada el 1983 era de 19.456 habitants; el 1901 la població del township de Kyaukpyu era de 42.424 habitants ((1881: 38.667) i de la ciutat de 3.145 habitants (1867: 3689; 1881: 3747); el township estava format per la ciutat i 272 pobles. La ciutat disposa d'aeroport (codi IATA: KYP; codi ICAO: VYKP).
La ciutat era un poble de pescadors el 1825 quan va passar als britànics que hi van establir un camp militar que estava plenament operatiu el 1835; va superar en importància a la veïna vila de Ramreee, que aleshores era capital de l'illa de Ramree (Ramri) i va esdevenir la capital administrativa (1838). La municipalitat es va formar el 1885.